# Sierra Nevada (Spanien)
 Denne artikel omhandler den spanske bjergkæde Sierra Nevada. Opslagsordet har også en anden betydning, se Sierra Nevada.
Sierra Nevada er Spansk og betyder ”Snedækket bjerg”. Bjergkæden ligger i den spanske, selvstyrende region Andalusien (provinserne Granada og Almería). Den når med sine 3.482 m de største højder på den Iberiske halvø, og toppene er som regel snedækkede fra november til ind i maj. De højeste toppe er Mulhacén (3.482 m), Pico del Veleta (3.397 m) og Alcazaba (3.392 m). Sierra Nevada strækker sig i vest-østlig retning langs en del af Spaniens Middelhavskyst, og nogle steder (f.eks. i og omkring byen Almería) når de bratte bjergsider helt ned til havet.
Bjergkæden blev dannet ved den opskydning af den europæiske kontinentalplade, som begyndte, da den afrikanske forskød sig nordpå og ind under Europas sydkant. Denne bevægelse foregår stadig, og derfor oplever området jordskælv flere gange om året.
Bjergkædens retning og havnærhed skaber et meget mildt lokalklima, den såkaldte Costa tropical, der er velegnet til dyrkning af sydfrugter. Siden 1999 er det centrale område af Sierra Nevada fredet som nationalpark.